# Alypia langtonii
Alypia langtonii är en fjärilsart som beskrevs av Couper. 1865. Alypia langtonii ingår i släktet Alypia och familjen nattflyn. Inga underarter finns listade i Catalogue of Life.